# Xã Central, Quận Jefferson, Missouri
Xã Central (tiếng Anh: Central Township) là một xã thuộc quận Jefferson, tiểu bang Missouri, Hoa Kỳ. Năm 2010, dân số của xã này là 13.907 người.